# Integrazione economica
L'Integrazione economica consiste nell'unificazione delle politiche economiche tra differenti Stati, partendo da una parziale o totale abolizione dei dazi e delle barriere doganali per giungere a una completa fusione.

## Storia
Il termine è usato per descrivere come alcuni aspetti di economie diverse possano essere integrati. Le basi di questa teoria furono descritte dall'economista ungherese Béla Balassa negli anni '60. Al crescere dell'integrazione economica, le barriere al commercio tra i mercati diminuiscono. Attualmente l'economia maggiormente integrata, in nazioni indipendenti, è l'Unione europea e la sua zona euro.

## Descrizione
Il grado di integrazione economica può essere categorizzato in sei stadi:
1. Area di commercio preferenziale
2. Area di libero scambio
3. Unione doganale
4. Mercato comune
5. Unione economica e monetaria
6. Integrazione economica completa

Inoltre, l'integrazione economica tende a precedere l'integrazione politica. Infatti Balassa sosteneva che i mercati comuni sovranazionali, con i loro movimenti liberi di fattori economici attraverso i confini nazionali, generassero naturalmente una richiesta di integrazione ulteriore, non solo economica (attraverso le unioni monetarie), ma anche politica, cosicché le comunità economiche evolvono col tempo in maniera naturale in unioni politiche.
Molte delle organizzazioni economiche sovranazionali cooperano presso l'OMC.

## Lista delle organizzazioni economiche mondiali in base all'integrazione economica
(Sono indicate le sigle in inglese di tali organizzazioni)

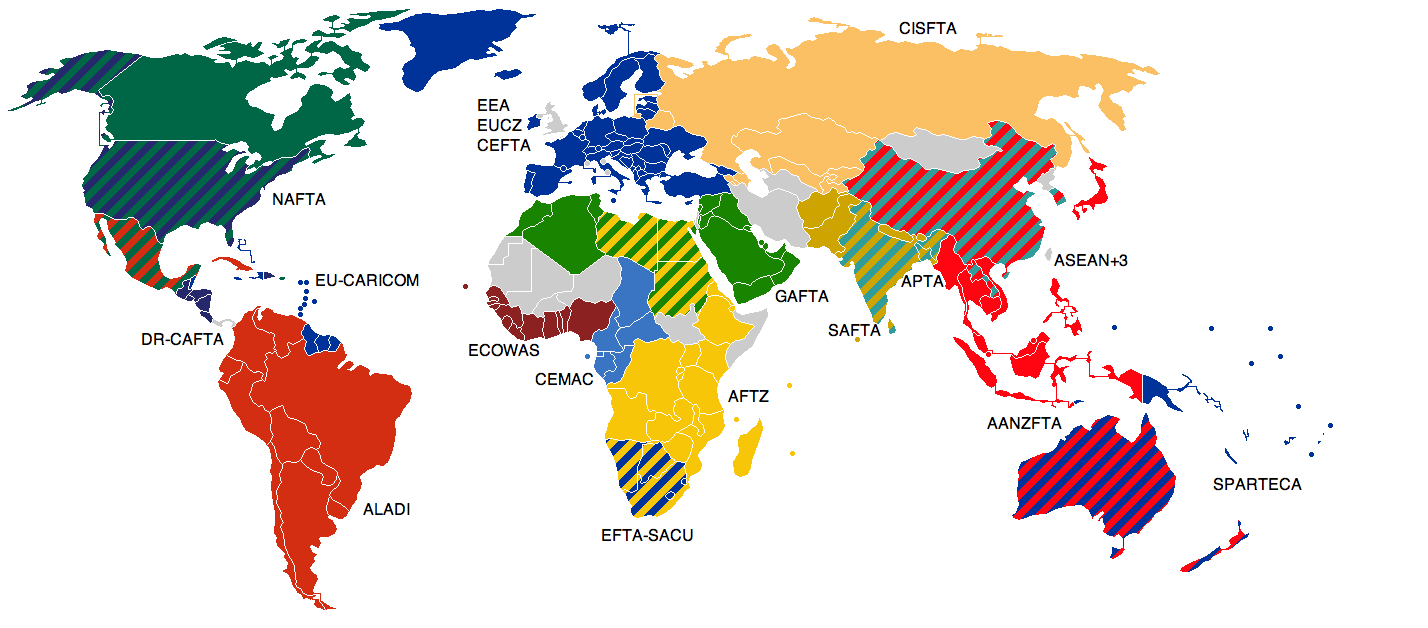
Mappa delle principali Aree di libero scambio.

### Stadio 1 - Area di libero scambio
- ASEAN e AANZFTA / ACFTA
- CEFTA
- CISFTA (area di libero scambio della CSI)
- COMESA
- CPTPP
- DFCTA
- EFTA
- GAFTA (area di libero scambio araba, controllata dall'ESC della Lega araba)
- PAFTA
- RCEP
- SADCFTA (area di libero scambio della SADC)
- SAFTA
- USMCA (sostituisce il precedente NAFTA)

### Stadio 2 - Mercato comune
- SEE
- SEE - Svizzera (Accordi tra UE e Svizzera)

Mappa delle Unioni doganali.

### Stadio 3 - Unione doganale
- CAN
- EAC
- EUCU
- SACU

#### Stadio 3 avanzato - Unione doganale e monetaria
- CEMAC - UEMOA / Franco CFA XAF - XOF (dal 2020 viene adottata una nuova valuta, l'ECO)

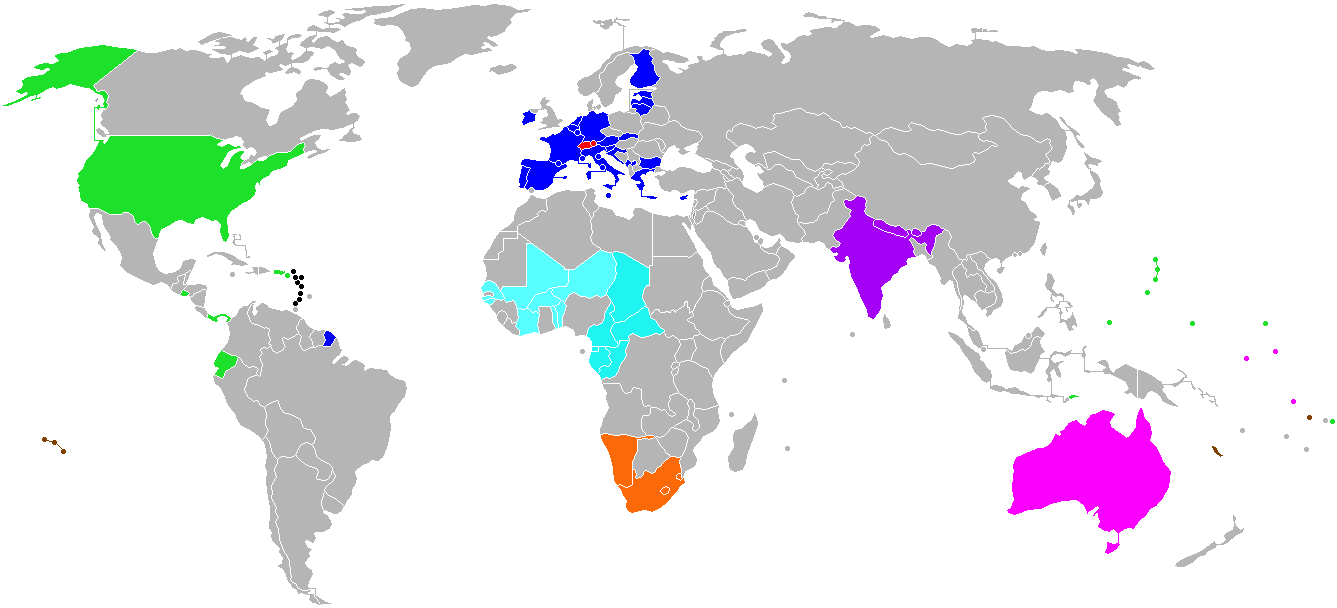
Mappa delle Unioni monetarie.

### Stadio 4 - Unione economica
- CSME (unione della CARICOM)
- EAEU/EEU
- EU
- GCC
- Mercosur
- SICA

#### Stadio 4 avanzato - Unione economica e monetaria
- ECCU (parte dell'OECS) / XCD
- Eurozona / Euro
- Svizzera-Liechtenstein / Franco svizzero